# Наталија Антјух
Наталија Николајевна Антјух (рус. Ната́лья Никола́евна Антю́х; Лењинград, 26. јун 1981) руска је атлетичарка, специјалиста за трчање на 400 метара. Од 2002. је репрезентативка Русије и чланица штафете 4 х 400 м, а од 2008. успешно учествује и у тркама на 400 м са препонама.

## Каријера
У 2002. години освојила је Европско првенство у дворани у Бечу, а затим са штафетом (Антјух, Назарова, Капачинска, Зикина) на Европском првенству у Минхену сребро. На Светском првенству у дворани 2003., са штафетом (Антјух, Печонкина, Зикина, Назарова) постала је светска првакиња. Наталија Антјух је први пут у каријери успела трчати 400 метара испод 50 секунди 31. јула Тули постигавши 49,85. На Летњим олимпијским играма 2004. у Атини отишла је као фаворит за освајања медаљљ. У појединачној конкуренцији била је трећа иза победнице са Бахама Тоник Вилијамс-Дарлинг и Мексиканке Ане Гевара резултатом 49,89 који је приближан њеном личном рекорду. У трци штафета освојила је сребрну медаљу иза штафете САД. Накнадно је штафета САД дисквалификована јер је њихова чланица Кристал Кокс била позитивна да допинг тесту па је златна медаља припала руској штафети. Састав штафете олимпијских победница у финалу је био:Красномовец, Назарева, Зикина, Антјух.
Победник је Европског купа 2005 у појединачној конкуренцији, и Светског првенства у Хелсинкију са штафетом у којој су још биле Јулија Печонкина, Красномовец и Светлана Поспелова у времену 3:20,95 испред штафета Јамајке и Уједињеног Краљевства.
Наталија Антјух осваја нову светску титулу у штафети 4 х 400 м на Светско првенство у дворани 2006. у Москви. Руска штафета је била у саставу: Татјана Левина, Наталија Назарова и Олесиа Красномовец, са 3:24,91 испред штафете САД. У полуфиналу на Светском првенству у Осаки, постигла је свој најбржи круг 49,93 у последње 3 године, алу у финалу са 50,33 осваја шесто место. Штафета је била четврта.
После Европског првенства у дворани 2009. у Торину, где је на 400 м била четврта, а са штафетом поново прва, Антјухова одлучује са се опроба у новој дисциплини трци на 400 м са препонама.
Те године Антјух учествује на Златном гала митингу у Риму где се такмичила у новој дисциплини. Такмичила се на 400 м препоне и на Светском првенству у Берлину 2009. и заузела 6 место са 54,11.
У 2010, победила је на 400 м са препонама и штафети 4 х 400 м на Европском екипном првенству у Бергену, дориносећи првом месту Русије на том такмичењу. Крајем јула на Европском првенству у Барселони, Антјухова је освојила континенталну титулу на 400 метара са препонама, резултатом 52,92 и поставила лични рекорд и нови рекорд европских првенстава.
Следеће године на Светском првенству у Тегуу била је два пута трећа појединачно на 400 м препоне и са штафетом. Као члан репрезентације Русије учествовала је на Екипном превенству Европе.

## Значајнији резултати
| Год. | Такмичење                    | Место     | Дисциплина    | Место | Резултат   |
| ---- | ---------------------------- | --------- | ------------- | ----- | ---------- |
| 2002 | Европско првенство у дворани | Беч       | 400 м         | 1.    | 51,65      |
| 2002 | Европско првенство           | Минхен    | 4 х 400 м     | 2.    | 3:25,59    |
| 2003 | Светско првенство у дворани  | Бирмингем | 4 х 400 м     | 1.    | 3:28,45    |
| 2004 | Олимпијске игре              | Атина     | 400 м         | 3.    | 49,89      |
| 2004 | Олимпијске игре              | Атина     | 4 x 400 м     | 1.    | 3:20,16    |
| 2004 | Светско финале               | Монако    | 400 м         | 5     | 50,95      |
| 2005 | Куп Европе                   | Фиренца   | 400 м         | 1.    |            |
| 2005 | Светско првенство            | Хелсинки  | 4 х 400 м     | 1.    | 3:20,95    |
| 2006 | Светско првенство у дворани  | Москва    | 4 х 400 м     | 1.    | 3:24,91    |
| 2007 | Европско првенство у дворани | Бирмигем  | 4 х 400 м     | 2.    | 3:28,16    |
| 2007 | Светско првенство            | Осака     | 400 м         | 6     | 50,33      |
| 2007 | Светско првенство            | Осака     | 4 x 400 м     | 4     | 3:20,25    |
| 2009 | Европско првенство у дворани | Торино    | 400 м         | 4     | 52,37      |
| 2009 | Европско првенство у дворани | Торино    | 4 х 400 м     | 1.    | 3:29,12    |
| 2009 | Светско првенство            | Берлин    | 400 м преп.   | 6     | 54,11 ЛР   |
| 2009 | Светско првенство            | Берлин    | 4 x 400 м     | 3     | 3:21,64    |
| 2010 | Суперига 2010.               | Берген    | 400 м пре     |       | 55,27      |
| 2010 | Суперига 2010.               | Берген    | 4 х 400 м     |       | 3:23,76    |
| 2010 | Европско првенство           | Барселона | 400 м препоне | 1.    | 52,93 РЕП  |
| 2011 | Суперлига                    | Стокхолм  | 400 м препоне | 2.    | 54,52 ЛРС  |
| 2011 | Светско првенство            | Тегу      | 400 м препоне | 3.    | 53,85      |
| 2011 | Светско првенство            | Тегу      | 4 х 400 м     | 3.    | 3:19,36ЛРС |

## Награде и звања
- Заслужни мајстор спорта Русије
- Орден пријатељства Орден Дружбы 18. фебруара 2006) — за њен велики допринос у развоју физичке културе и спорта и висока спортска достигнућа[1]

## Лични рекорди
| Дисциплина    | Рекорд | Место     | Датум        |
| ------------- | ------ | --------- | ------------ |
| 200 м         | 22,75  | Тупа      | 31. јул 2004 |
| 400 м         | 49,85  | Тула      | 31. јул 2004 |
| 400 м препоне | 52,92  | Барселона | 30. јул 2010 |